# Charles Descoust
Charles Eugène Descoust, né le 24 avril 1882 à La Rochelle et mort le 9 juillet 1974 à Jaunay-Clan, est un peintre français.

## Biographie
Fils de l'auteur d'estampes Victor Descoust, élève de Ferdinand Humbert et de Léon Bonnat, paysagiste et portraitiste, enseignant à l'école nationale des beaux-arts, membre de l'Académie des beaux-arts il expose au Salon des artistes français dès 1921, y obtient une mention honorable en 1927 et y expose en 1929 la toile Au bord de l'eau.